# Turbanella otti
Turbanella otti is een buikharige uit de familie Turbanellidae. Het dier komt uit het geslacht Turbanella. Turbanella otti werd in 1970 voor het eerst wetenschappelijk beschreven door Schrom in Riedl. 